# Чисмочаков, Семён Андреевич

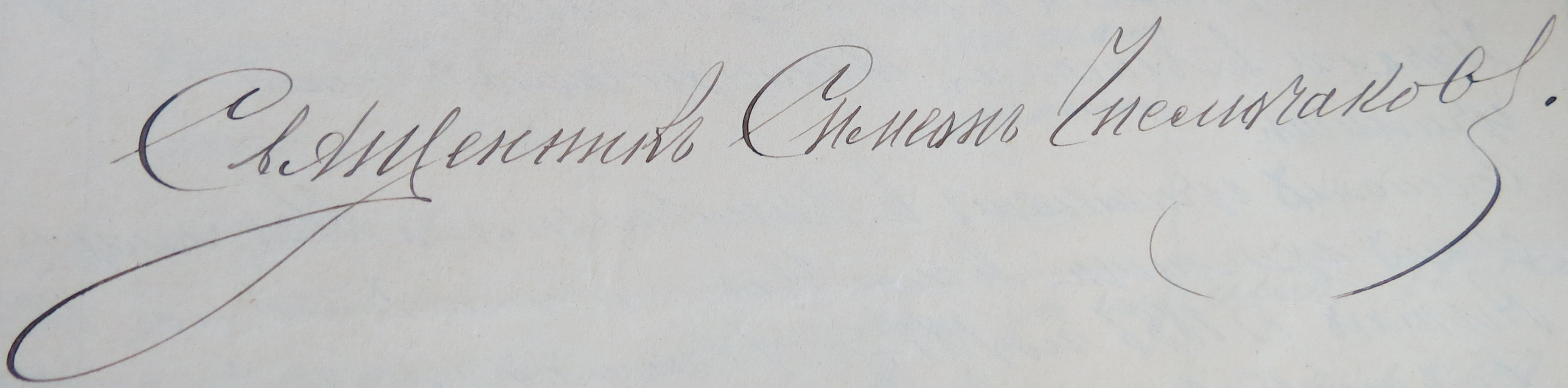
Автограф Семёна Чисмочакова

Семён Андреевич Чисмочаков (5 [17] января 1866, Мокроусово, Томская губерния — 11 [24] ноября 1909, Красноярск, Енисейская губерния) — священник-миссионер Русской православной церкви, педагог, переводчик.

## Биография
Происхождением из бачатских телеутов. Родился в деревне Мокроусово (ныне — в Новокузнецком районе Кемеровской области) в семье инородца Бачатской 2-й половины инородной управы, Кузнецкого округа, Томской губернии.
Обучался в Бийском катехизаторском училище, по окончании которого с 19 июня 1886 года по 1 сентября 1887 года состоял учителем в Центральном миссионерском училище в селе Улала. После посещения в августе 1887 года начальником Алтайской духовной миссии, епископом Бийским Макарием инородческих улусов Минусинского округа Енисейской губернии Симеон Чисмочаков был переведён учителем в открывшуюся несколькими месяцами ранее Усть-Есинскую миссионерскую церковно-приходскую школу с зачислением на вакансию второго псаломщика к Евдокиевской миссионерской церкви.
Школу посещали как русские, так и в основном «инородческие» дети, поэтому преподавание велось Чисмочаковым одновременно на русском и хакасском (сагайском диалекте) языках. Данное обстоятельство возбуждало интерес к обучению среди коренного местного населения и способствовало приобретению учащимися опыта межнационального общения. Под руководством учителя хакасские дети стали принимать участие в пении и чтении молитв на клиросе, что положительно отразилось на посещаемости церковных богослужений их родителями и многочисленными сородичами.
25 мая 1892 года в Красноярском кафедральном соборе епископом Енисейским и Красноярским Тихоном рукоположён в сан священника к Усть-Есинской Евдокиевской церкви.
С именем священника Симеона Чисмочакова связано появление первых печатных изданий духовной литературы на хакасском языке. Взаимодействуя с Алтайской духовной миссией и Енисейским епархиальным комитетом православного миссионерского общества, отец Симеон осуществил перевод с алтайского языка на сагайский диалект таких книг как «Беседы готовящемуся ко святому крещению об истинном Боге и истинной вере», «Житие и страдания святого священномученика Киприяна и святой мученицы Иустины», «Часы и Изобразительные», «Чин Крещения и последование малого освящения воды: на наречии минусинских инородцев».
В 1898 году, после безуспешной попытки воспрепятствовать проведению хакасами Кивинского рода близ села Усть-Есинского массового обряда жертвоприношения горным и водным духам — «изыха», указом Енисейской духовной консистории был переведён священником к Гляденской Петропавловской церкви Красноярского уезда. В 1907 году по прошению перемещён к Перовской Иннокентиевской церкви Канского уезда Енисейской губернии.
Участвовал в первой всеобщей переписи населения Российской империи 1897 года в качестве заведующего 31-м переписным участком Минусинского округа. В 1907 году получил благодарность Енисейского епархиального училищного совета за внимательное и усердное исполнение обязанностей в отношении подведомственных церковно-приходских школ.
Являлся пожизненным действительным членом Епархиального Братства Рождества Пресвятой Богородицы при Красноярском кафедральном Богородице-Рождественском соборе.
Умер 11 ноября 1909 года от чахотки. Похоронен на красноярском Троицком кладбище. Чин отпевания возглавил кафедральный протоиерей Димитрий (Вологодский).

## Семья
- Жена (с 1888 года) — Татьяна Андреевна Монастыршина (род. 1868), русская, из крестьян села Каптырёво Минусинского округа.
  - Дочь — Ирина Семёновна Чисмочакова (род. 1891). Учительница, окончила Красноярское епархиальное женское училище. В 1919 году вышла замуж за прапорщика отдельного офицерского батальона Сибирской армии Петра Алексеевича Ершова.
  - Сын — Андрей Семёнович Чесмочаков (род. 1900). Окончил Красноярское духовное училище, в 1919 году из Красноярской духовной семинарии мобилизован в Сибирскую армию. Прошёл обучение в Иркутской инструкторской школе Нокса. Во время Иркутского восстания в декабре 1919 года примкнул к Народно-революционной армии.
    - Внук — Анатолий Андреевич Чесмочаков (род. 1927), окончил Высшее военно-морское инженерное училище имени Ф. Э. Дзержинского.

  - Сын — Антонин Семёнович Чесмочаков (род. 1908). Участник Великой Отечественной войны, служил чертёжником-картографом топографического отдела штаба 43-й армии.

В Красноярске семья Чисмочаковых жила по адресу: переулок Горького (до 1921 года — Архиерейский переулок), 37.